# Ландульф (герцог Гаетанський)
Ландульф — герцог Гаетанський (1091—1103), лангобардський граф або ж сенатор з роду Доцибілів.
Після смерті князя Капуанського Йордана I у листопаді 1090 на території князівства, а особливо у Гаеті та Аквіно запанував безлад. Влада династії Ріделів, які правили з сільського замку в Понтекорво, була повалена. Мешканці міста обрали Ландульфа герцогом. Він правив понад 10 років, проте про його правління майже нічого не відомо.
Ландульф мав сина Маріна від дружини Інмілії, дочки герцога Неаполітанського. Його змістив нормандський ватажок Вільгельм Блосвіль.